# Adolf Etienne
Adolf Etienne (* 1818 oder 1819; † 8. Februar 1897 in Göttingen) war ein deutscher Jurist, Politiker und Minister im Kurfürstentum Hessen.

## Leben
Etienne war in den 1850er Jahren als Assessor, dann als Oberjustizrat beim Obergericht Kassel beschäftigt. Außerdem war er 1865 als Hilfsarbeiter im kurhessischen Justizministerium tätig. Er wurde als Nachfolger von Carl Pfeiffer im November 1865 für eine Woche mit der provisorischen Verwaltung des Justizministeriums betraut, bis Conrad Abée das Ministerium übernahm.